# 陳哲男
陳哲男（1941年3月30日—），台灣政治人物，臺南市善化區人，與夫人陳辜美貴育有二子一女。子陳其邁為現任高雄市市長，曾任民進黨不分區立法委員等職，女陳書芸曾任高雄縣政府文化局局長。
陳哲男於母校國立屏東大學設置「陳哲男校友文學獎」，鼓勵學弟妹文學創作。
2014年11月，因為政治獻金問題，被中華民國最高法院依《貪污治罪條例》利用職務上機會詐取財物罪判處有期徒刑7年。

## 政治生涯

### 中國國民黨時期
陳哲男於1968年起加入中國國民黨。1987年當選教育團體立法委員，後加入李登輝所鍾愛的集思會。他於立法院中提出「一中一台」違反黨綱，同時因證券交易稅法案違反黨紀被停權。1992年，郝柏村擔任行政院長，陳轉跑道參選高雄市區域立委。當時他面對勁敵，選情危急。在選前，他更大膽挑戰國民黨內部政敵，公開痛批非主流派大老郝柏村（時任行政院長）、李煥、沈昌煥與許歷農為「賣台四奸」，震撼選情及政壇。選前之夜，陳哲男夫婦跪在拖板車拜票，在高雄以38票些微票數險勝。陳哲男下跪拜票圖 （页面存档备份，存于）
陳哲男雖成功連任立法委員，但他的「賣台四奸」言論加上僅以極微小差距險勝，李登輝在國民黨中常會只好裁示開除他的黨籍。1992年11月27日，陳哲男遭國民黨開除黨籍。

### 民主進步黨時期
- 1993年，陳哲男加入民主進步黨。

- 1994年12月，被時任台北市長的陳水扁任命為台北市民政局長。

- 2000年陳水扁當選總統後，陳哲男任中華民國總統府副秘書長，深得陳水扁信任。

- 2002年1月31日，因協助推動總統府公文簡化和自動化業務、負責朝野國會聯絡和闡揚元首治國理念有功，獲陳水扁授二等景星勳章。

- 2004年5月19日，因「提升本府（總統府）清明形象」，包括推動擴大開放總統府對外參觀、志工業務和辦理總統教育獎等，獲授二等卿雲勳章。

- 2004年5月19日，卸任總統府副秘書長，被聘為有給職國策顧問[3]。

- 2005年5月20日，被續聘為有給職國策顧問[4]。

- 2005年10月5日，因涉及高雄捷運外勞弊案，辭總統府國策顧問[5]。

- 2005年10月28日，聲明退出民進黨，並指出高捷泰勞案發生至今，對他所摯愛的民進黨造成嚴重傷害，他身為民進黨一員，深感愧疚[6]。

- 2005年10月30日，民進黨中評會一致通過開除陳哲男的黨籍[7]。

### 離開民主進步黨之後
- 2005年11月4日，總統府聲明認為陳哲男在任內不當命令指派屬下從事非屬分內工作，已經明顯違反「公務員服務法」第六條「公務員不得假借權力，以圖本身或他人之利益，並不得利用職務上之機會，加損害於人」的規定；並指出陳水扁獲知後至為震怒與痛心，已決定不待司法判決，將先行追繳其所獲兩座勳章[8]。 11月5日，總統府收到陳哲男以快遞寄回的兩枚勳章與證書[9]。

陳哲男位居高官卻接連與弊案牽扯，使民進黨形象大傷。陳哲男的相關新聞報導對於2005年中華民國地方公職人員選舉中民進黨失利有相當大的影響。

## 陳哲男涉及的司法案件

### 梁柏薰司法黃牛案
2002年，前新偕中建設董事長梁柏薰涉及華僑商業銀行超貸案、新偕中建設偽造文書案，為了免除官司，透過新瑞都股東蘇惠珍找上總統府副秘書長陳哲男，並先後交付總計新台幣六百萬的支票予陳，結果仍被判刑，逃往中國大陆。2004年總統選舉期間，梁柏薰指控陳哲男收取不法政治獻金，假借要幫他擺平官司，卻不辦事。台北地檢署開始偵辦。2006年梁柏薰回國投案，檢方將陳哲男依貪污罪嫌起訴。
- 2006年10月12日，梁柏薰表示，他在陳麗香住處給陳哲男的新台幣六百萬元支票是借貸關係，並沒有要求協助處理官司問題。[12]。
- 2006年12月13日，台北地院依貪污治罪條例中利用職務詐欺罪，一審判決陳哲男12年徒刑、褫奪公權10年，當晚陳哲男發表聲明，認為此案所涉款項為政治獻金，並無不法，將提起上訴[13]。
- 2008年6月26日，高等法院考量陳哲男已退回六百萬元，依貪污治罪條例「利用職務上機會詐取財物」罪，改判他徒刑九年、褫奪公權六年[14]。
- 2009年10月29日，最高法院撤銷發回臺灣高等法院更審。
- 2010年7月27日，臺灣高等法院更一審認為陳哲男並沒有審理司法案件的權限，因此撤銷原先涉及貪污罪九年刑期的判決，改依詐欺取財罪名，改判七個月有期徒刑。
- 2011年8月31日，最高法院撤銷發回臺灣高等法院更審。
- 2013年10月9日，臺灣高等法院更二審依依貪污治罪條例「利用職務上機會詐取財物」罪判處有期徒刑八年、褫奪公權六年。
- 2014年11月20日，最高法院依貪污治罪條例「利用職務上機會詐取財物」罪判處有期徒期七年、褫奪公權五年確定。
- 2014年12月1日，由高雄地檢署檢察官指揮發監執行。

### 高雄捷運外勞弊案
- 2007年8月24日，高雄地院一審宣判，以罪證不足判陳哲男無罪 [15]。高雄高分檢上訴。

- 2009年1月15日，高雄高分院認為，無證據證明陳哲男協助華磐取得泰勞管理合約，二審宣判陳哲男無罪[16] [17] 。

- 2009年2月24日，檢方認為判決沒有違背法令，所以不向法院提起上訴，陳哲男無罪確定[18] [19] [20] 。

## 被監察院彈劾
2008年11月14日監察院召開審查會以10票對2票通過彈劾陳哲男，並送交公務員懲戒委員會。主查監委周陽山表示，彈劾陳哲男三項理由，第一，接受高捷外勞仲介業者招待，未經請假擅自出國，並與前高雄捷運副董事長陳敏賢涉足賭場等不當場所；在國策顧問任內，也未經報備，兩度赴越南旅遊；第二，指派總統府會計處專員高慎慎在上班時間為他處理私人財務並買賣股票；第三，利用他人帳戶買賣股票，未依法辦理財產申報，顯已違反公務員服務法的規定，所以依法案彈劾。

## 荣誉

### 中华民国勋章奖章
- 二等景星勋章（2002年1月31日于台北总统府颁授[21]、2005年11月3日决定追缴[22]）
- 二等卿云勋章（2004年5月19日于台北总统府颁授[23]、2005年11月3日决定追缴[22]）

## 外部連結
- 梁柏薰：與陳哲男六百萬是借貸關係 （页面存档备份，存于）
- 高捷泰勞仲介弊案 陳哲男一審無罪 （页面存档备份，存于）
- 高捷案二審 陳哲男仍判無罪
- 指點陳哲男脫身 前高院庭長判6月定讞 （页面存档备份，存于）
- 陳哲男違反貪污治罪條例新聞稿-司法院 （页面存档备份，存于）
- 司法黃牛案判7年　前總統府副秘書長陳哲男入監 （页面存档备份，存于）

| 政府职务      | 政府职务                                      | 政府职务      |
| ------------- | --------------------------------------------- | ------------- |
| 總統府        |                                               |               |
| 前任： 張俊雄 | 總統府秘書長 代理 2000年8月1日－2000年10月6日 | 繼任： 游錫堃 |